# Kanton Mézières-Est
Kanton Mézières-Est (fr. Canton de Mézières-Est byl francouzský kanton v departementu Ardensko v regionu Champagne-Ardenne. Tvořily ho dvě obce. Zrušen byl po reformě kantonů 2014.

## Obce kantonu
- Charleville-Mézières (východní část)
- La Francheville